# Segédmotoros kerékpár

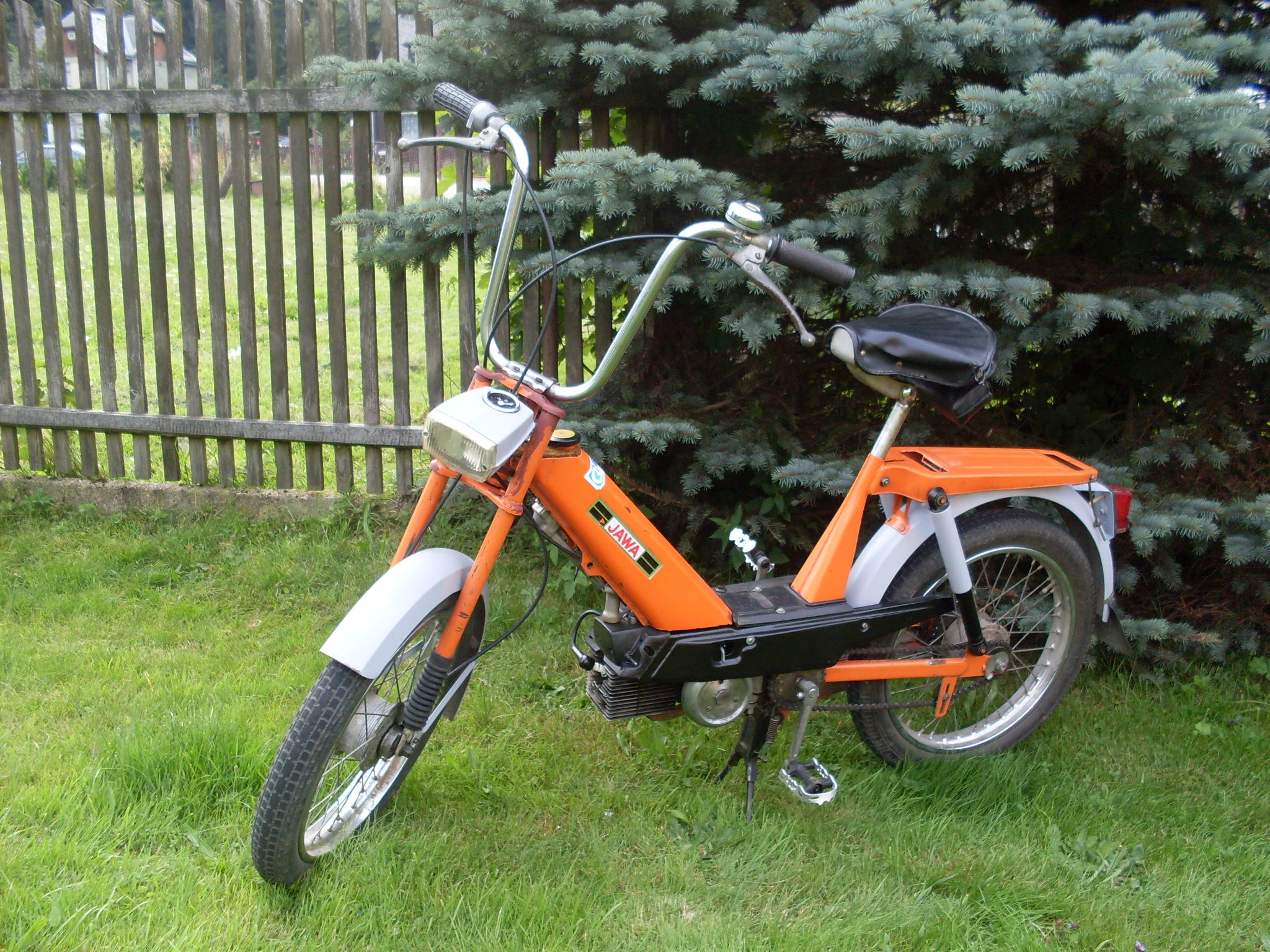
Jawa Babetta csehszlovák segédmotoros kerékpár

A segédmotoros kerékpár (röviden segédmotor, más néven kismotor) olyan két- vagy háromkerekű jármű, aminek legnagyobb tervezett sebessége 45km/h, belső égésű motorjának hengerűrtartalma legfeljebb 50 cm³ vagy ezzel egyenértékű erejű, alternatív meghajtású (például: elektromos), valamint motorjának folyamatos névleges teljesítménye 300 W és 4 kW közé esik. Magyarországon nem minősül gépjárműnek, ezért a segédmotoros kerékpárra nem kell rendszám, műszaki vizsgára sem kell időszakosan elvinni, kötelező felelősségbiztosítást viszont kell rá kötni. A magyar KRESZ nem tesz különbséget a segédmotoros kerékpár fajtái között, és a „segédmotoros kerékpár” elnevezést gyűjtőnévként használja mind a robogó, a moped, a quad, a mopedautó és az ezekhez hasonló teljesítményű és sebességű, 2, 3 vagy 4 kerekű járművek megnevezésére, ugyanakkor a vezethetőség tekintetében vannak különbségek.

## Kivételek
A 2002/24/EK irányelv alapján nem tartozik ebbe a kategóriába olyan jármű (többek között)
- aminek maximális sebessége a 6 km/h-t nem haladja meg;
- olyan pedálhajtású járművek, amik maximum 250 W teljesítményű, maximum 25 km/h sebességig aktív segédmotorja van, ami pedálhajtás megszűnését követően is kikapcsol (pedelec).

## Fajtái

### A moped
Európában már komoly múltja van a segédmotoros kerékpárok gyártásának. A kategória két kitétele, hogy a hengerűrtartalom nem haladhatja meg az 50 cm³-t, valamint a motorkerékpárral elérhető maximális sebesség a 45 km/h-t. Ezeknek a járműveknek a vezetéséhez korábban nem kellett se jogosítvány, se bukósisak, valamint alacsony áruk is vonzóvá tette őket. Több gyár készített ilyen termékeket, olyanok, mint a magyar Csepel (a korábbi Weiss Manfréd), a Finomszerelvénygyár Eger (Berva), a kelet-német Simson, a csehszlovák Jawa, a lengyel Romet, az osztrák Puch, valamint a szintén osztrák Sachs. A legismertebb nyugat-európai gyártó talán a Vespa és a Piaggio, de az Aprilia és a Malaguti is gyárt segédmotorokat. Olyan ázsiai gyártók is vannak, mint a japán Honda vagy az indiai Mahindra. 
Magyarországon már az 1930-as évektől kezdve gyártottak segédmotorokat. A Weiss Manfréd gyára által készített WM Csepel motorokat az akkori szabályoknak megfelelően 100 köbcentiméteres erőforrás hajtotta, amelynek 37,5 kg-os saját tömeget kellett mozgatnia. A II. világháború után ezeket a motorokat nagymotornak fejlesztették tovább és a jogszabályi környezet is megváltozott, ezért új segédmotoros kerékpárra volt szükség. Ezt 1955-ben a Dongó segédmotorral valósították meg, amelyet kerékpárra lehetett szerelni. A motorka azonban nem váltotta be a hozzá fűzött reményeket: nem tudta teljes értékű motorizált járművé varázsolni a kerékpárt. Ezért egy új, önálló mopedet (pedállal is hajtható, de önállóan motorral haladni képes segédmotorkerékpár) kellett fejleszteni.
Az 1960-as évek elején született meg az elképzelés az egykori Szovjetunióban, hogy a szovjet embereket is egy könnyen kezelhető, könnyen karbantartható, gyors kismotorral lássák el. A gondolatot tett követte, így a lettországi Riga városában, a Rīgas motorūpnīca „Sarkanā Zvaigzne”, magyarul Vörös Csillag Rigai Motorkerékpárgyár (oroszul: RMZ – Rizsszkij Motozavod, magyarul Rigai Motorkerékpárgyár) megkezdődött a tervezés. Kezdetben a magyar Dongó, kerékpárra szerelhető segédmotor, valamint a Velosolex segédmotoros kerékpár irányvonala mentén indultak el, de ezek a járművek nem hozták meg a várt sikert, így inkább a tőlük nyugatabbra már régóta elterjedt kismotorkerékpárok felé fordult a figyelmük.
A 2013-tól érvényes európai szabályozás szerint ezekre a járművekre is legalább „AM” kategóriájú vezetői engedély szükséges, de vezethetőek bármely, EU által elfogadott kategóriájú jogosítvánnyal is.

### Robogó

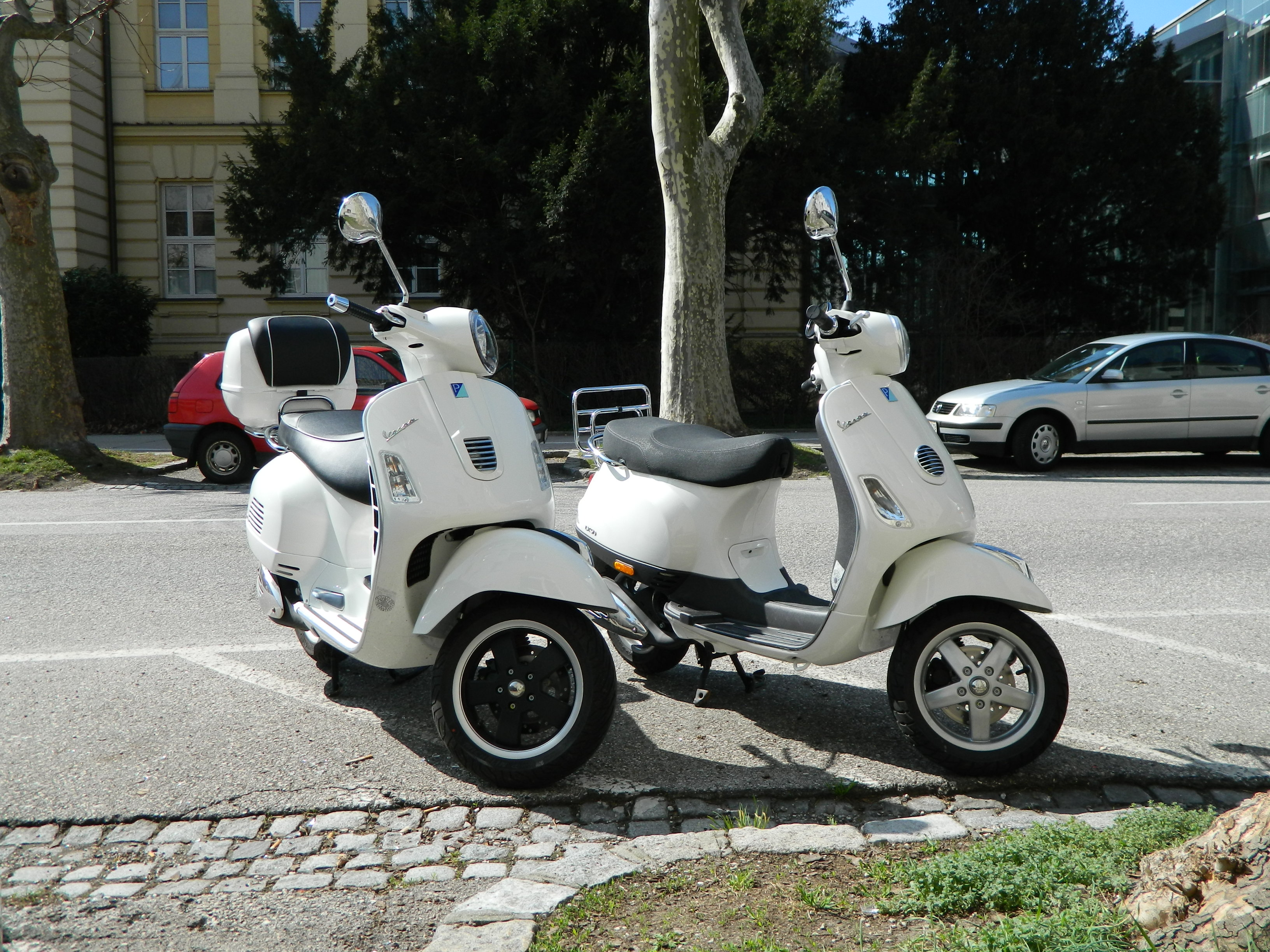
Vespa GTS és Vespa LX50, tipikus robogók, de a GTS nagyobb 50 cm³-nél, míg az LX50 pont 50 cm³

A robogó félúton helyezkedik el egy motorbicikli és egy pedelec („valódi” segédmotoros kerékpár) között: pedállal nem hajtható, általában lábbal vezérelhető részek nélküli, kényelmesebbre kialakított, a nagymotoroknál kisebb teljesítményű járműveket értünk alatta. 
Bár a szabályozás „robogóként” csak a maximum 45 km/h sebességre képes, maximum 50 cm³ vagy 4 kW jellemzőkkel rendelkező járműveket nevezi, léteznek nagyobb teljesítményű vagy sebességű modellek is, amik hivatalosan már motorkerékpárnak számítanak. 
Az 50 cm³ illetve 4 kW alatti változatok „AM” (vagy bármely), a magasabb kategóriák már csak „A” (és ennek változatai; motoros jogosítványok) kategóriájú vezetői engedélyekkel vezethetők.

### Háromkerekű segédmotor
Más néven segédmotoros tricikli. 

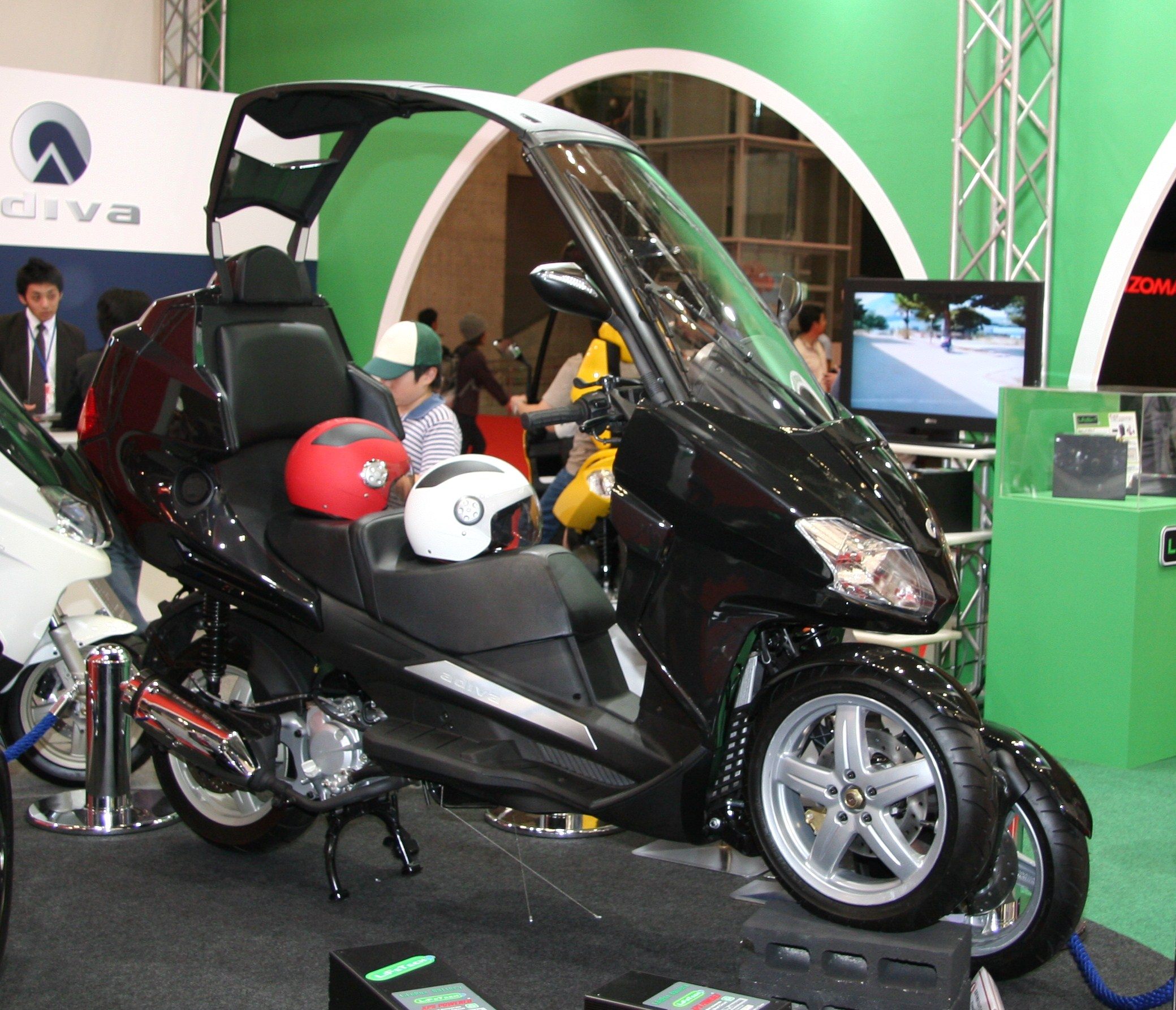
Háromkerekű segédmotor

Szabályozási szempontból nem tér el a kétkerekű változatoktól (moped, robogó). Eltér viszont a „motoros triciklitől”, aminek a teljesítménye vagy végsebessége nagyobb, mint a mopednél megadottak, és amire a motorokkal egyező szabályozás vonatkozik.

### Négykerekű segédmotor
Segédmotoros kerékpár a könnyű négykerekű segédmotoros kerékpár (mopedautó) is, illetve azok a négykerekű járművek, amiknek a terheletlen (és elektromos jármű esetén akkumulátor nélkül mért) tömege a 350 kg-ot nem haladja meg (pl. quad).

## Vezetői engedély
A 14. életévüket betöltött fiatalok szerezhetnek vezetői engedélyt (legfeljebb 50 cm³ hengerűrtartalmú, kétkerekű-, háromkerekű segédmotoros kerékpár, könnyű négykerekű motorkerékpárra). A  jelölés 2013-ban – az uniós normákhoz igazodva – „AM” -re változott. Az „AM” bekerült a nemzetközi kategóriák közé, azonban a 16. életév betöltéséig csak belföldön jogosít vezetésre.
Minden egyéb nemzetközileg is elfogadott jogosítvány kategóriával (beleértve az „A”, „B” kategóriákat és ezek fajtát) ezek a járművek vezethetőek, akár az egészségi alkalmasság érvényességének lejárta után is.
Az "M" (nemzeti) kategória is forgalomban van, mellyel segédmotoros kerékpár vezethető, kiadása 14. életévtől lehetséges, de a gyakorlatban egyenértékű az „AM” kategóriával.